# Communauté de communes du Pays des Abers
Die Communauté de communes du Pays des Abers ist ein französischer Gemeindeverband mit der Rechtsform einer Communauté de communes im Norden des Départements Finistère in der Region Bretagne. Sie wurde 1993 als Communauté de communes de Plabennec et des Abers gegründet und umfasst 13 Gemeinden an der Côte des Abers. Der Verwaltungssitz befindet sich im Ort Plabennec.

## Aufgaben
Aufgaben des Verbandes sind die Planung und Durchführung sozialer, kultureller und soziokultureller Maßnahmen.

## Mitgliedsgemeinden
| Gemeinde                                 | Einwohner 1. Januar 2022 | Fläche km² | Dichte Einw./km² | Code INSEE | Postleitzahl |
| ---------------------------------------- | ------------------------ | ---------- | ---------------- | ---------- | ------------ |
| Bourg-Blanc                              | 3.544                    | 28,31      | 125              | 29015      | 29860        |
| Coat-Méal                                | 1.135                    | 10,82      | 105              | 29035      | 29870        |
| Kersaint-Plabennec                       | 1.537                    | 11,95      | 129              | 29095      | 29860        |
| Landéda                                  | 3.695                    | 10,98      | 337              | 29101      | 29870        |
| Lannilis                                 | 5.712                    | 23,52      | 243              | 29117      | 29870        |
| Le Drennec                               | 1.911                    | 9,50       | 201              | 29047      | 29860        |
| Loc-Brévalaire                           | 210                      | 1,67       | 126              | 29126      | 29260        |
| Plabennec                                | 8.633                    | 50,43      | 171              | 29160      | 29860        |
| Plouguerneau                             | 6.719                    | 43,33      | 155              | 29195      | 29880        |
| Plouguin                                 | 2.236                    | 31,02      | 72               | 29196      | 29830        |
| Plouvien                                 | 3.930                    | 33,70      | 117              | 29209      | 29860        |
| Saint-Pabu                               | 2.078                    | 9,94       | 209              | 29257      | 29830        |
| Tréglonou                                | 689                      | 5,85       | 118              | 29290      | 29870        |
| Communauté de communes du Pays des Abers | 42.029                   | 271,02     | 155              | –          | –            |